# 第15回ベルリン国際映画祭
第15回ベルリン国際映画祭は1965年6月25日から7月6日まで開催された。

## 概要
1965年のベルリン国際映画祭では、コンペティション部門への出品数が減らされ、その代わりに“Information Show” と“Representation Show”という部門で作品が上映された。金熊賞はジャン＝リュック・ゴダールの『アルファヴィル』が受賞し、他にもアニエス・ヴァルダやロマン・ポランスキーの作品が高い評価を得た。

## 受賞
- 金熊賞：『アルファヴィル』（ジャン＝リュック・ゴダール）
- 銀熊賞
  - 審査員特別賞：『幸福』 （アニエス・ヴァルダ）、『反撥』 （ロマン・ポランスキー）
  - 監督賞：サタジット・レイ （『チャルラータ』）
  - 男優賞：リー・マーヴィン （『キャット・バルー』）
  - 女優賞：マドハール・ジャフリー （『インドのシェイクスピア』）

## 上映作品

### コンペティション部門
長編映画のみ記載。アルファベット順。邦題がついていない場合は原題の下に英題。
| 題名 原題                                                        | 監督                           | 製作国            |
| ---------------------------------------------------------------- | ------------------------------ | ----------------- |
| アルファヴィル Alphaville, une étrange aventure de Lemmy Caution | ジャン＝リュック・ゴダール     | フランス イタリア |
| キャット・バルー Cat Ballou                                      | エリオット・シルヴァースタイン | アメリカ合衆国    |
| チャルラータ Charulata                                           | サタジット・レイ               | インド            |
| El Arte de vivir (The Art of Living)                             | フリオ・ディアマンテ           | スペイン          |
| 壁の中の秘事                                                     | 若松孝二                       | 日本              |
| Kungsleden                                                       | グンナール・ヘグルンド         | スウェーデン      |
| Kärlek 65 (Love 65)                                              | ボー・ヴィーデルベリ           | スウェーデン      |
| 幸福 Le bonheur                                                  | アニエス・ヴァルダ             | フランス          |
| Pajarito Gómez                                                   | ロドルフォ・クーン             | アルゼンチン      |
| 反撥 Repulsion                                                   | ロマン・ポランスキー           | イギリス          |
| インドのシェイクスピア Shakespeare-Wallah                        | ジェームズ・アイヴォリー       | アメリカ合衆国    |
| ナック The Knack ...and How to Get It                            | リチャード・レスター           | イギリス          |
| 山師トマ Thomas l'imposteur                                      | ジョルジュ・フランジュ         | フランス          |
| To                                                               | パレ・キャエルフ・シュミット   | デンマーク        |
| Una Bella grinta (The Reckless)                                  | ジュリアーノ・モンタルド       | イタリア          |
| Vereda de Salvação (The Obsessed of Catale)                      | アンセルモ・デュアルテ         | ブラジル          |
| ヴェルズングの血 Wälsungenblut                                   | ロルフ・ティーレ               | 西ドイツ          |

## 審査員
- ジョン・ジレット （イギリス/）
- アレクサンダー・クルーゲ （西ドイツ/監督）
- 草壁久四郎 （日本/監督・プロデューサー）
- ジェリー・ブレスラー （アメリカ/プロデューサー）
- ハンス・ユルゲン・ポーラント（Hans Jürgen Pohland、西ドイツ/監督・プロデューサー）
- エリ・アゼレド（Ely Azeredo、ブラジル/ジャーナリスト）
- ハンス・ディーター・ロース（Hans-Dieter Roos、西ドイツ/サッカー監督）
- カレーナ・ニーホッフ （西ドイツ/）
- モニク・ベルジェ（Monique Berger、フランス/）